# Marie Jo Lafontaine

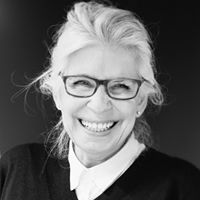
Marie Jo Lafontaine

Marie Jo Lafontaine [lafɔ̃ˈtɛn] (* 1950 in Antwerpen) ist belgische Fotografin und Videokünstlerin.

## Leben und Auszeichnungen
Studium an der École Nationale Supérieuere d'Architecture et des Arts Visuels in Brüssel von 1975 bis 1979. Sie gewinnt darauf 1979 Prix de la Jeune Peinture Belge in Brüssel und ebenfalls 1979 den Prix de la Critique in Antwerpen.
Es entstehen monochrome textile Wandarbeiten und Malereien von ihrer Hand.
Sie beginnt mit der Videokunst ebenfalls 1979 mit dem Werk "La batteuse de palplanches"
1982 gewinnt sie den ersten Videopreis "Meatball" in Amsterdam.
1985 erhält sie ein Stipendium des Institute of Arts and Humanities.
Ihr internationaler Durchbruch gelingt ihr 1987 mit der Teilnahme an der Documenta 8 in Kassel mit der Videoinstallation Les larmes dácier, ein Jahr später wurden ihre Werke auf der Vorsatz 2, der zweiten großen Ausstellung der Galerie Vorsetzen gezeigt. In den folgenden Jahren entstehen Environmentartige Multimediainstallationen, wie Viktoria und Passio.
1990 Gastprofessur an der Internationalen Sommerakademie für Bildende Kunst Salzburg.
Seit 1992 Professorin an der Hochschule für Gestaltung Karlsruhe. 1995 erhielt sie den Kunstpreis der Stadt Darmstadt.
Sie war 1998 und 1999 Kulturbotschafterin von Flandern und lebt in Brüssel.
Im Rahmen der Frankfurter "SkyArena" zur Fußball-WM 2006 gestaltete Marie Jo Lafontaine den zweiten Teil der Installation "I love the world", welcher sowohl auf zustimmende, als auch auf kontroverse Meinungen stieß.

## Ihre Videokunst
- 1979 La batteuse de palplanches
- 1987 Les larmes dácier
- 1987/88 Viktoria
- 1989/90 Passio
- 1993 Jeder Engel ist schrecklich
- 2006 Projektion zur Skyarena Frankfurt

## Ausstellungen (Auswahl)
- 2005 Meisterwerken der Medienkunst, Zentrum für Kunst und Medientechnologie, Karlsruhe
- 2004 Aufruhr der Gefühle / Leidenschaften in der Zeitgenössischen Fotografie, Museum für Photographie, Braunschweig
- 2003 Human Stories. Fotoarbeiten aus der Sammlung Essl, Ludwig Muzéum Budapest, Budapest
- 2002 Videoskulptur und Fotografie, Museum im Kulturspeicher, Würzburg
- 2002 Augenblick - Foto / Kunst, Essl Museum – Kunst der Gegenwart, Klosterneuburg/Wien
- 2001 Das Versprechen der Fotografie - Die Sammlung der DG Bank, Schirn Kunsthalle, Frankfurt am Main
- 2001 Marie-Jo Lafontaine - Les Larmes d'Acier, Essl Museum – Kunst der Gegenwart, Klosterneuburg/Wien
- 1999 Musée du Jeu de Paume, Paris
- 1998 ART.IST.INNEN, Essl Museum – Kunst der Gegenwart, Schömer Haus, Klosterneuburg/Wien